# Fabricio López
Fabricio Gabriel López (Tigre, 21 novembre 2002) è un calciatore argentino, difensore del San Lorenzo in prestito dal Dep. Armenio.

## Caratteristiche tecniche
È un terzino destro.

## Carriera
López è cresciuto nel settore giovanile del Dep. Armenio ed ha debuttato in prima squadra il 12 febbraio 2022 nell'incontro di Primera B Metropolitana vinto 1-0 contro l'Ituzaingó. Divenuto da subito titolare inamovibile, ha segnato il suo primo gol in carriera il 10 febbraio 2024, sempre in terza divisione contro il Dep. Merlo.
Il 25 giugno 2024 è stato ceduto in prestito al San Lorenzo che lo ha inizialmente assegnato alla propria squadra riserva. Ha fatto il suo debutto in Primera División il 12 ottobre seguente contro il Godoy Cruz.

## Statistiche

### Presenze e reti nei club
Statistiche aggiornate al 20 aprile 2025.
| Stagione           | Squadra            | Campionato         | Campionato | Campionato | Coppe nazionali | Coppe nazionali | Coppe nazionali | Coppe continentali | Coppe continentali | Coppe continentali | Altre coppe | Altre coppe | Altre coppe | Totale | Totale | Totale |
| Stagione           | Squadra            | Comp               | Pres       | Reti       | Comp            | Pres            | Reti            | Comp               | Pres               | Reti               | Comp        | Pres        | Reti        | Pres   | Reti   |        |
| ------------------ | ------------------ | ------------------ | ---------- | ---------- | --------------- | --------------- | --------------- | ------------------ | ------------------ | ------------------ | ----------- | ----------- | ----------- | ------ | ------ | ------ |
| 2022               | Dep. Armenio       | PB                 | 31         | 0          | CA              | 0               | 0               | -                  | -                  | -                  | -           | -           | -           | 31     | 0      |        |
| 2023               | Dep. Armenio       | PB                 | 30         | 0          | CA              | 1               | 0               | -                  | -                  | -                  | -           | -           | -           | 31     | 0      |        |
| gen.-giu. 2024     | Dep. Armenio       | PB                 | 20         | 4          | CA              | 0               | 0               | -                  | -                  | -                  | -           | -           | -           | 20     | 4      |        |
| Totale carriera    | Totale carriera    | Totale carriera    | 81         | 4          |                 | 1               | 0               |                    | -                  | -                  |             | -           | -           | 82     | 4      |        |
| lug.-dic. 2024     | San Lorenzo        | PD                 | 4          | 0          | CA+CdL          | 0               | 0               | CL                 | -                  | -                  | -           | -           | -           | 4      | 0      |        |
| 2025               | San Lorenzo        | PD                 | 1          | 0          | CA              | 0               | 0               | -                  | -                  | -                  | -           | -           | -           | 1      | 0      |        |
| Totale San Lorenzo | Totale San Lorenzo | Totale San Lorenzo | 5          | 0          |                 | 0               | 0               |                    | -                  | -                  |             | -           | -           | 5      | 0      |        |
| Totale carriera    | Totale carriera    | Totale carriera    | 86         | 4          |                 | 1               | 0               |                    | -                  | -                  |             | -           | -           | 87     | 4      |        |